# VLL-Schnittstelle

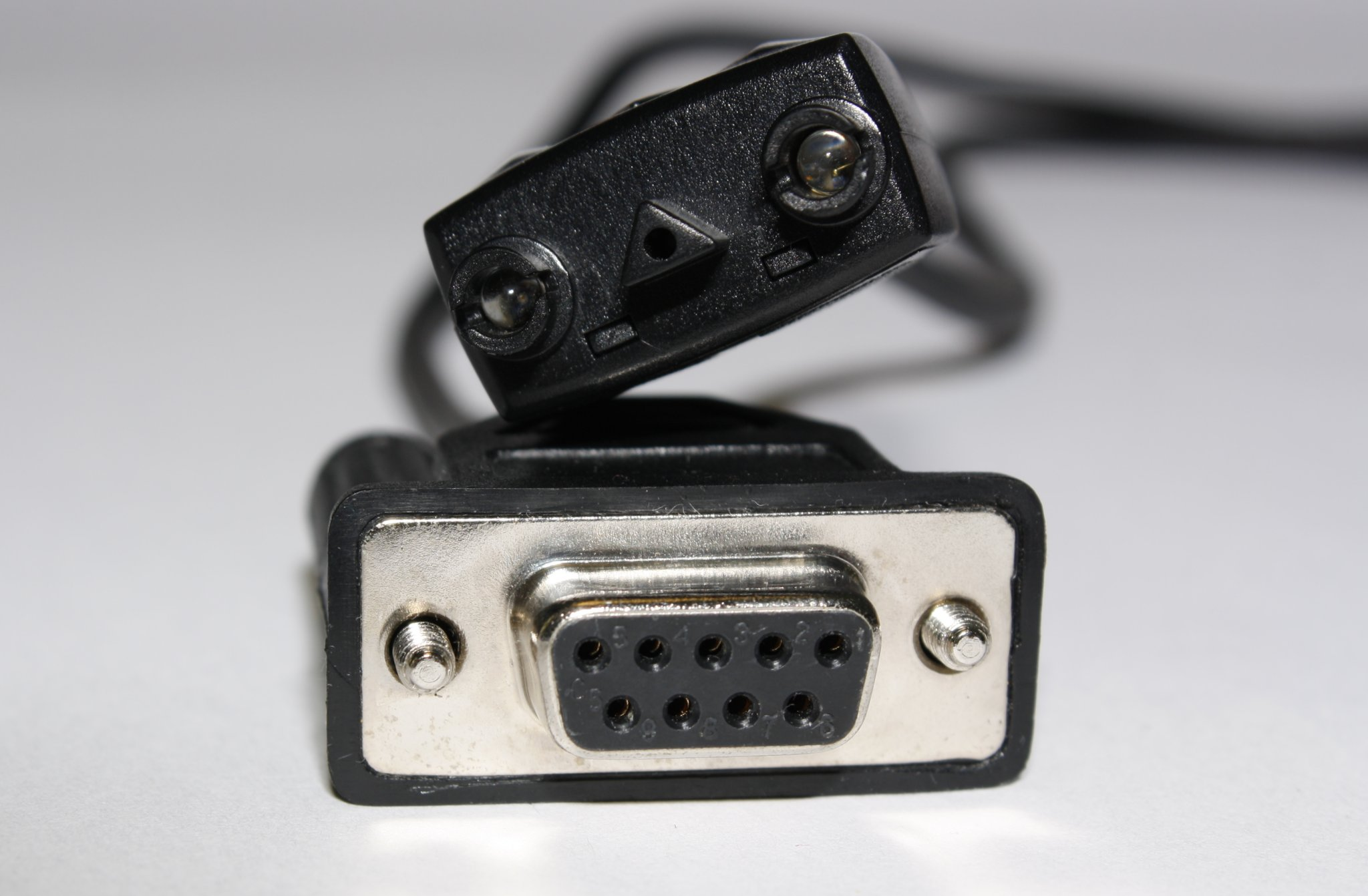
PC - Spybot Verbindungskabel

Über die Visible Light Link-Schnittstelle können die programmierbaren Steine der Lego Mindstorms-Produktreihe, dies sind RCX, Scout und Micro Scout, sowie die Spybotics angesteuert werden. 
Durch ein Lichtwellenleiterkabel können so zwei Steine oder ein Stein mit dem IR-Tower des RIS 2.0 miteinander verbunden werden. Die Funktionalität der VLL-Schnittstelle ist jedoch ungenügend dokumentiert.
Die VLL-Schnittstelle der Spybotics lässt sich außerdem über ein spezielles Kabel, das im Lieferumfang der Lego Spybotics Sets enthalten war, an die serielle Schnittstelle eines Computers anschließen.